# Pomona Corona
Pomona Corona est une corona, formation géologique en forme de couronne, située sur la planète Vénus par 79,3° N et 299,4° E. Elle est localisée dans le quadrangle de Snegurochka Planitia. Elle a été nommée en référence à Pomona, déesse romaine des fruits. 

## Géographie et géologie
Pomona Corona couvre une surface circulaire d'environ 315 km de diamètre. 